# Amélia de Mesquita
Amélia de Mesquita Fonseca Braga (Rio de Janeiro, 27 de abril de 1866 — Rio de Janeiro, 27 de agosto de 1954) foi uma compositora e pianista brasileira. Foi a primeira musicista a compor uma missa completa.

## Vida
Amélia iniciou seus estudos em música com o irmão, Carlos de Mesquita e, em 1877, foi a Paris para aprender piano com Antoine-François Marmontel, órgão com César Franck e harmonia com Émile Durand. Nove anos depois, em 1886, retornou ao Brasil, apresentando-se como solista em salas de concerto do Rio de Janeiro, sob a regência do maestro Alberto Nepomuceno.
Entre 1875 e 1930, atuou como professora de piano. Também foi catedrática de órgão no Instituto Benjamin Constant por mais de 25 anos. Aposentou-se em 1936, mas continuou a dar aulas particulares, além de escrever para a revista musical francesa Le Ménestrel.

## Obras
As obras tocadas por Amélia vão desde composições religiosas às profanas:
- Ave Maria, op. 24
- Bem-te-vi, op. 25
- Casa do coração, op. 37
- Casinha pequenina, op. 25
- Duas almas, op. 40
- Eterna incógnita, op. 53
- Eu não gosto, op. 41
- Felicidade, op. 50
- Junto ao berço, op. 42
- Le berger
- Olhos negros, op. 65
- Ondas
- Outono
- Porque fugiste de mim, op. 48
- Porquoi, op. 43
- Restituição
- Sempre, op. 54

## Morte
Amélia morreu aos 88 anos, em 27 de agosto de 1954, na cidade do Rio de Janeiro.